# Cavendishové

Původní erb rodu Cavendishů

Cavendishové jsou starý anglický šlechtický rod připomínaný od doby normanského vpádu, v linii vévodů z Devonshire patří dodnes k nejbohatším aristokratickým klanům v Británii. V 17. století obdržela jedna linie za podporu Stuartovců titul vévody z Newcastle (1664), druhá linie naopak profitovala na pádu Stuartovců a získala titul vévody z Devonshire (1694). V 16. až 20. století řada členů rodu zastávala vysoké úřady ve státní správě a u dvora. William Cavendish, 4. vévoda z Devonshire (1720–1764), byl britským premiérem a sňatkem s dědičkou rodu Boyle významně rozšířil majetek rodu o statky v Irsku.

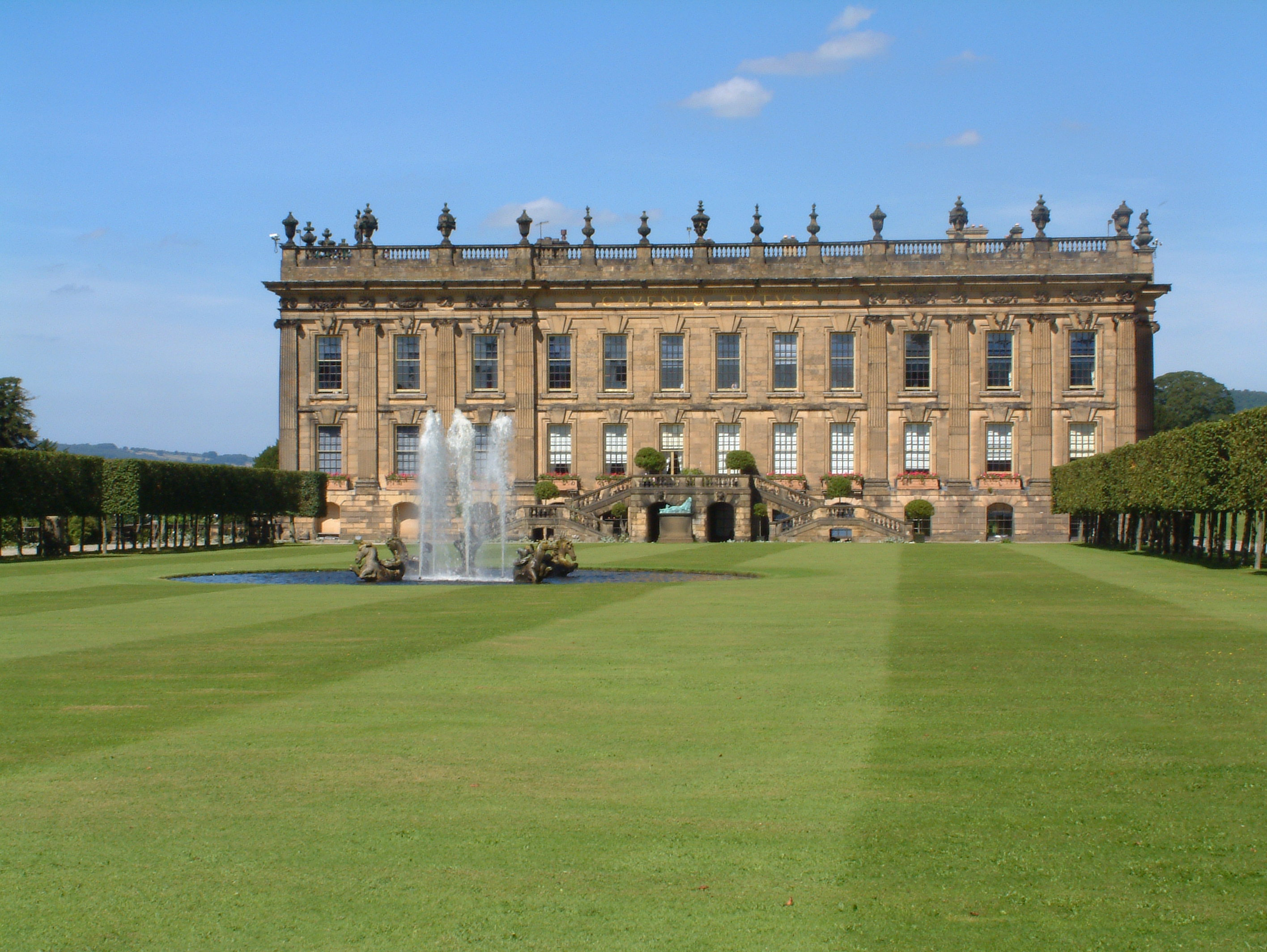
Zámek Chatsworth House (Derbyshire), hlavní sídlo vévodů z Devonshire

Dva vévodové z Newcastle a jedenáct vévodů z Devonshire získalo Podvazkový řád. V linii vévodů z Devonshire patřili Cavendishové přes dvě století k příznivcům whigů, později liberálů. Spencer Cavendish, 8. vévoda z Devonshiru (1833–1908), původně patřil k významným liberálním politikům, později stál u zrodu strany liberálních unionistů a přechodu Cavendishů ke konzervativcům. Posledním významným zástupcem rodu v politice byl Andrew Cavendish, 11. vévoda z Devonshire (1920–2004), který byl v letech 1962-1964 ministrem pro záležitosti Commonwealthu. Současným reprezentantem rodu je Peregrine Cavendish, 12. vévoda z Devonshire (*1944), hodnota jeho majetku je odhadována na 880 miliónů liber. Dalšími představiteli rodu jsou Charles Cavendish, 7. baron Chesham (*1974), Roderick Cavendish, 8. baron Waterpark (*1959) a doživotní člen Sněmovny lordů Richard Cavendish, baron Cavendish of Furness (*1941).
Majetkem Cavendishů především v linii vévodů z Devonshire je několik architektonicky hodnotných hradů a zámků v Anglii a Irsku. Hlavním rodovým sídlem je Chatsworth House (Derbyshire), který je přístupný veřejnosti. Vzácné umělecké sbírky soustředěné v interiérech zámku tvoří významnou položku v celkové hodnotě majetku vévodů z Devonshire.

## Historie
Prvním známým předkem rodu je Robert de Gernon, který za Jindřicha I. získal statky v Gloucesteru. Jeho syn Robert získal sňatkem vesnici Cavendish v Suffolku a toto jméno pak přijali potomci jako rodové. Sir John Cavendish (1346–1381) byl v letech 1372-1381 lordem nejvyšším sudím, potomci pak zastávali správní funkce ve správě hrabství Suffolk, kde žili po několik generací. Mezi vlivnější a bohatou šlechtu se dostali až díky Siru Williamu Cavendishovi (1505–1557), který se obohatil při rozprodeji majetku zrušených klášterů, jeho potomci pak získali nejvyšší šlechtické tituly.

## Vévodové z Newcastle (1664)

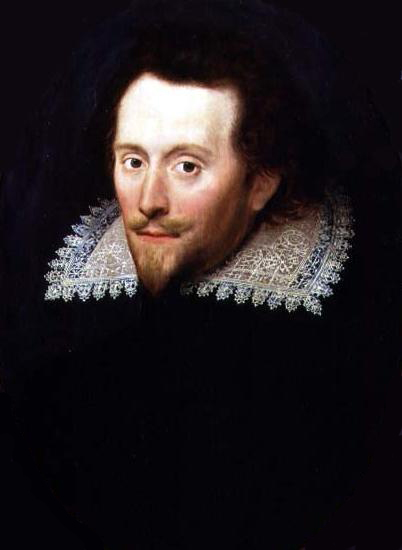
William Cavendish, 1. vévoda z Newcastle (1592–1676)

Vévodové z Newcastle byli vedlejší linií hrabat z Devonshire. Zakladatelem této větve byl William Cavendish (1592–1676), synovec 1. hraběte z Devonshire, který po rodičích zdědil značný majetek v několika hrabstvích a již v roce 1620 byl povýšen na vikomta, jako stoupenec Stuartovců získal nakonec titul vévody z Newcastle (1664). Oporou stuartovského režimu byl i jeho syn Henry Cavendish, 2. vévoda z Newcastle (1630–1691), který však zemřel bez potomstva a titul tak zanikl. Mezi jeho dcerami došlo k soudnímu sporu o dědictví, titul vévody z Newcastle byl krátce nato obnoven pro spřízněný rod Hollesů. Zatímco titul vévody z Newcastle získala v 18. století rodina Pelhamů, stěžejní část dědictví přešla na spřízněný rod vévodů z Portlandu, ktetý dodnes užívá příjmení Cavendish-Bentinck.
Majetkem vévodů z Newcastle byla honosná sídla Welbeck Abbey (Nottinghamshire) a Bolsover Castle (Derbyshire), kde 1. vévoda s vynaložením vysokých finančních prostředků několikrát hostil Jakuba I. a Karla I. Oba zámky zdědili v 18. století vévodové z Portlandu a tento rod užívá příjmení Cavendish-Bentinck, v jejich majetku zůstává Welbeck Abbey, zatímco Bolsover Castle byl v roce 1945 převeden do státní správy.

## Vévodové z Devonshire (1694)

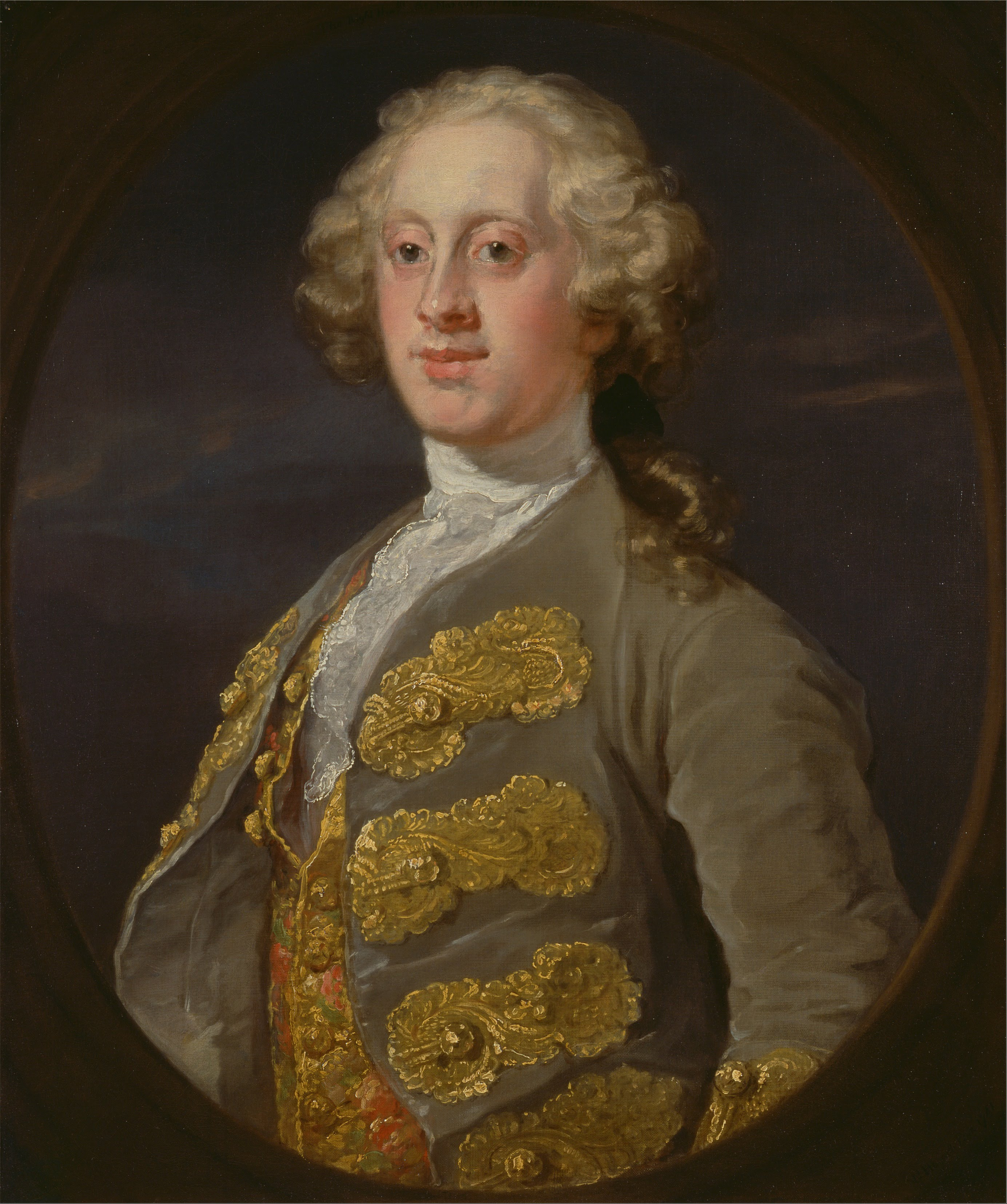
William Cavendish, 4. vévoda z Devonshire, britský premiér 1756–1757

Na počátku vzestupu této rodové větve stál Sir William Cavendish (1505-1557), který zastával funkce u dvora, v roce 1546 byl povýšen do šlechtického stavu a za vlády Jindřicha VIII. zbohatl při rozprodeji majetku zrušených klášterů. Jeho syn William (1552–1626) byl prostřednictvím manželství své sestry Anne vzdáleně spřízněn s rodem Stuartovců a po nástupu Jakuba I. na anglický trůn získal titul barona (1605) a hraběte z Devonshire (1618). Byl také místodržitelem v hrabství Derby a tento úřad zastávali jeho potomci s třemi krátkými přestávkami až do roku 1950. Jeho pravnuk William Cavendish, 4. hrabě z Devonshire (1640–1707), aktivně podpořil Slavnou revoluci a v roce 1694 získal titul vévody z Devonshire.
V dalších generacích vévodové z Devonshire po několik staletí zastávali nejvyšší úřady ve státní správě a u dvora. William Cavendish, 2. vévoda z Devonshiru byl nejvyšším hofmistrem, tuto hodnost zastával i jeho syn, 3. vévoda z Devonshiru, který byl navíc místokrálem v Irsku. Další nositel titulu William Cavendish, 4. vévoda z Devonshire (1720–1764), byl krátce i britským premiérem. Ve dvou generacích zastávali vévodové z Devonshire čtyřicet let post kancléře pokladu v Irsku, kam také díky sňatku rozšířili své majetkové aktivity (4. vévoda se oženil s dědičkou rodu Boyle a získal v Irsku přibližně 25 000 hektarů půdy). Dědictvím po rodu Boyle byla také zřícenina kláštera Bolton Abbey (Yorkshire) a londýnský palác Burlington House.
Významnou osobností politiky 19. století byl Spencer Cavendish, 8. vévoda z Devonshiru (1833–1908), který v rodinné tradici patřil k liberálům a zastával několik ministerských funkcí, ale později byl spoluzakladatelem strany Liberálních unionistů a tím došlo k přechodu Cavendishů ke konzervativcům. Jeho synovec 9. vévoda z Devonshire byl generálním guvernérem v Kanadě a ministrem kolonií, v řadách konzervativních politiků se uplatnili i další nositelé titulu, 10. vévoda z Devonshire a 11. vévoda z Devonshire. Současným představitelem rodu je Peregrine Cavendish, 12. vévoda z Devonshire (*1944).

## Sídla vévodů z Devonshire

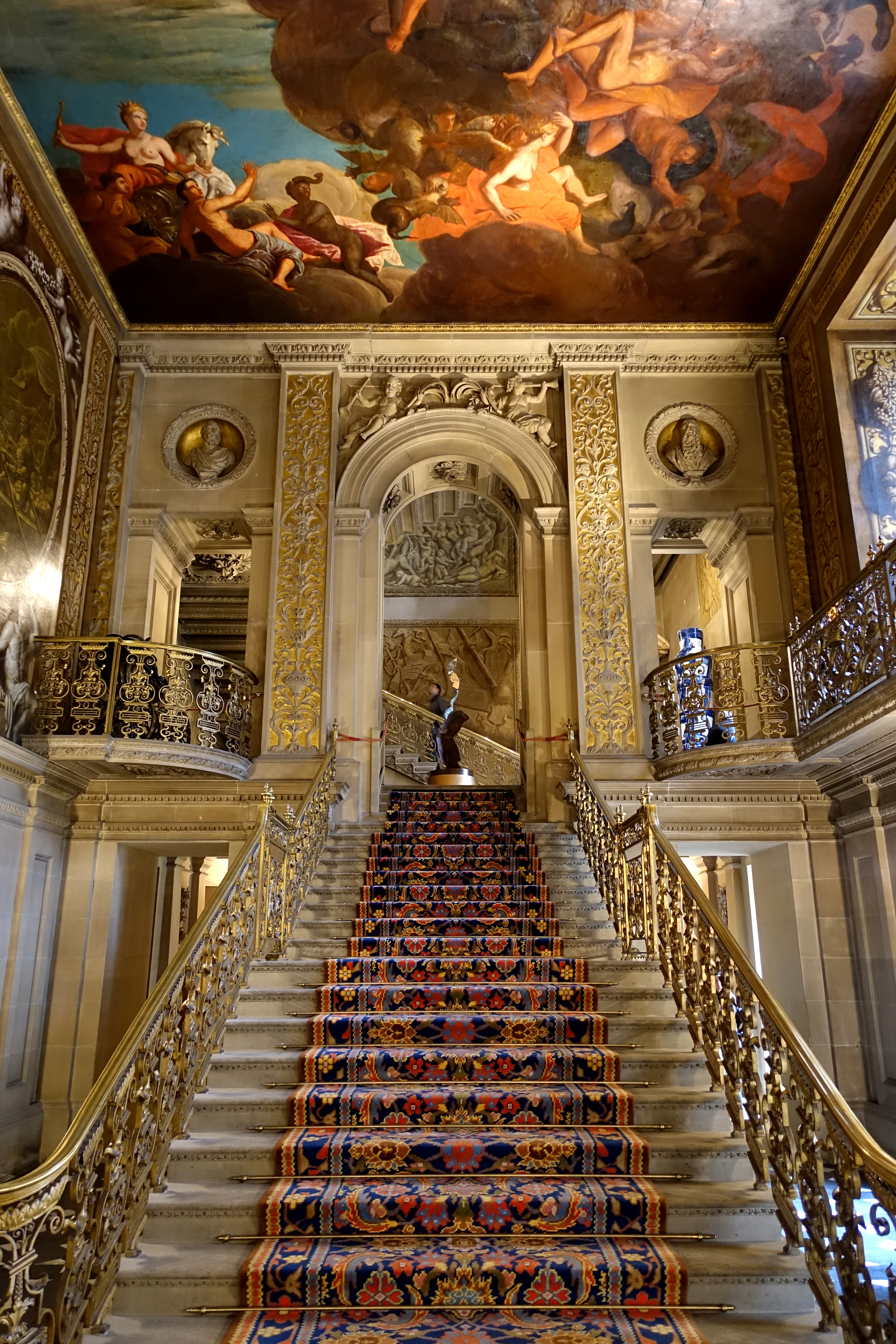
Vstupní hala na zámku Chatsworth House

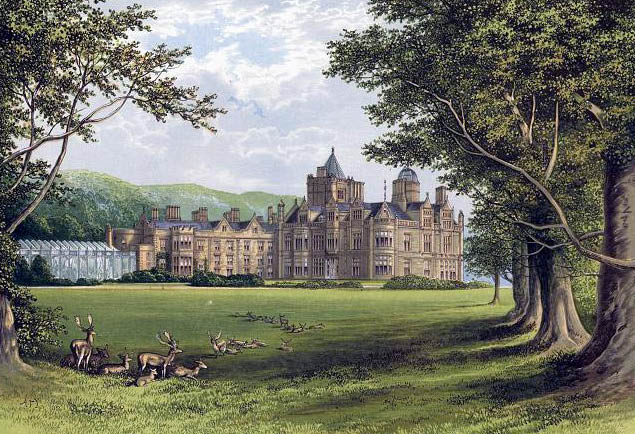
Zámek Holker Hall (Cumberland) (1880)

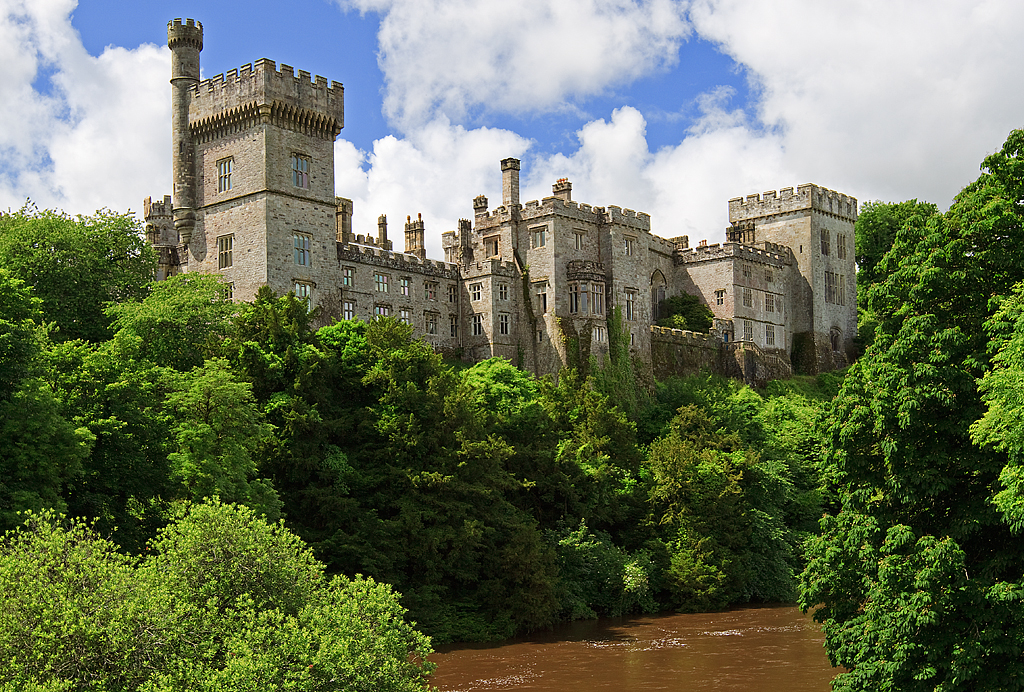
Hrad Lismore Castle (Irsko)

Hlavním sídlem vévodů z Devonshire je zámek Chatsworth House (Derbyshire), který rodině patří od 16. století. Současná podoba zámku je výsledkem mnoha přestaveb v průběhu několika století, Cavendishové zde soustředili bohaté sbírky, mimo jiné malířského umění (Rembrandt, Van Dyck, Tintoretto). Vzácné umělecké sbírky tvoří významnou položku v dnešním bohatství vévodů z Devonshire. Po smrti 10. vévody z Devonshire (1950) byla rodina finančně zatížena vysokou dědickou daní a krátce poté došlo ke zpřístupnění zámku pro veřejnost.
Dalším majetkem rodu je zámek Holker Hall (Cumberland), který získal v roce 1754 dědictvím po rodu Lowtherů lord George Cavendish (1727–1794), mladší syn 3. vévody z Devonshire. Zámek nechal nákladně přestavět, jeho současná podoba ale pochází až z 19. století, kdy prošel několika novogotickými úpravami za 7. vévody z Devonshire. I tento zámek je dnes zpřístupněn veřejnosti, jeho majitelem je Richard Cavendish, baron Cavendish z Furnessu (*1941).
Významnou architektonickou památkou alžbětinské éry je zámek Hardwick Hall (Derbyshire), od nějž byl také odvozen jeden ze šlechtických titulů Cavendishů. Koncem 16. století jej nechala postavit Elizabeth (Bess) z Hardwicku (1527–1608), manželka Sira Williama Cavendishe. Hrabata z Devonshire později přesídlila na Chatsworth House a Hardwick Hall zůstal stranou jejich zájmu. Naopak v 19. století se vévodové z Devonshire zasloužili, aby opomíjený a zanedbaný zámek zůstal ve své původní renesanční podobě. Dnes je zámek ve správě organizace National Trust a přístupný veřejnosti.
Sňatkem premiéra 4. vévody z Devonshire s Charlotte Boyle (1731–1754) přešlo do majetku Cavendishů bohaté dědictví rodu Boyle v Irsku i Anglii. Součástí dědictví byl hrad Lismore Castle (hrabství Waterford), který sloužil jako sídlo vévodů z Devonshire při pobytech v Irsku. V 19. století byl novogoticky přestavěn, později byl sídlem Charlese Cavendishe, markýze Hartingtona, který byl dědicem 10. vévody z Devonshire, ale padl za druhé světové války. Jeho manželka Adele, sestra amerického herce a tanečníka Freda Astaira, zde žila až do své smrti v roce 1981. Hrad je stále majetkem vévodů z Devonshire, ale částečně je zpřístupněn veřejnosti. Dalším sídlem z původního majetku Boylů byl zámek Londesborough Hall (Yorkshire), který 6. vévoda z Devonshire nechal zbořit v roce 1819, protože měl řadu jiných sídel a potýkal se s finančními problémy.
V Londýně byly majetkem rodu městské paláce Devonshire House, z dědictví po rodině Boyle paláce Chiswick House a Burlington House. V 19. století získali dědictvím zámek Compton Place (Surrey), který byl občasným rodovým sídlem, po roce 1950 přešel do státní správy.

## Hrabata z Burlingtonu (1831)
Titul hrabat z Burlingtonu byl původně udělen rodině Boyle, která vlastnila rozsáhlý majetek v Irsku. Dcera 3. hraběte z Burlingtonu, Charlotte Boyle (1731–1754), se provdala za premiéra 4. vévodu z Devonshiru, věnem mu také přinesla statky v Irsku a také londýnský palác Burlington House. Jejich mladší syn lord George Cavendish (1754–1834) byl dlouholetým členem Dolní sněmovny a v závěru své politické kariéry byl v roce 1831 povýšen na hraběte z Burlingtonu. Mimo jiné byl dědicem majetku svého strýce maršála Fredericka Cavendishe (1729–1803) a v roce 1815 od svého synovce William Cavendish, 6. vévoda z Devonshiru koupil londýnský palác Burlington House, který pak nechal přestavět. Jeho vnuk William Cavendish, 2. hrabě z Burlingtonu (1808-1891), zdědil v roce 1858 titul vévody z Devonshire a od té doby jsou oba tituly spojeny. Palác Burlington House byl v roce 1854 prodán britské vládě za 140 000 liber.

## Baronové z Cheshamu (1858)
Charles Compton Cavendish (1793–1863) byl mladším synem 1. hraběte z Burlingtonu a dlouhodobě byl členem Dolní sněmovny za stranu liberálů. V roce 1858 získal titul barona z Cheshamu a vstoupil do Sněmovny lordů. Jeho vnuk Charles Cavendish, 3. baron Chesham (1850–1907), byl brigádním generálem a u dvora proslul jako organizátor honů, v letech 1900–1901 byl krátce nejvyšším lovčím království. Zahynul na honu pádem z koně. John Cavendish, 5. baron Chesham (1916–1989) byl konzervativním politikem a zastával nižší úřady ve vládě. Současným představitelem této rodové linie je Charles Cavendish, 7. baron Chesham (*1974), na základě reorganizace Sněmovny lordů z roku 1999 mu ale nenáleží místo v Horní sněmovně.
Sídlem této rodové linie Cavendishů byl zámek Latimer House v hrabství Buckinghamshire, kde se Cavendishové dlouhodobě angažovali v místní samosprávě. Zámek byl postaven v roce 1838 pro 1. barona Cheshama, po smrti 4. barona (1952) bylo sídlo kvůli vysoké dědické dani předáno do státní správy.

## Baronové z Waterparku (1792)
Zakladatelem této rodové linie byl Sir Henry Cavendish (1707–1776), který patřil ke vzdálenému příbuzenstvu vévodů z Devonshire a vlastnil statky v hrabství Derby. Byl dlouholetým členem Dolní sněmovny, zastával také státní úřady v Irsku a v roce 1755 byl povýšen na baroneta. V Irsku působil i jeho syn Sir Henry Cavendish (1732–1804), jeho manželka Sarah, rozená Bradshaw (1740-1807), získala v roce 1792 titul baronky Waterpark, který platil pouze pro Irsko, nebylo s ním tedy spojeno členství v britské Sněmovně lordů. Do poloviny 19. století se potomci angažovali v Dolní sněmovně, současným představitelem této větve je Roderick Cavendish, 8. baron Waterpark (*1959).
Sídlem této rodové linie byl zámek Doveridge Hall v hrabství Derbyshire, který byl postaven v roce 1769 pro Sira Henryho Cavendishe.

## Osobnosti

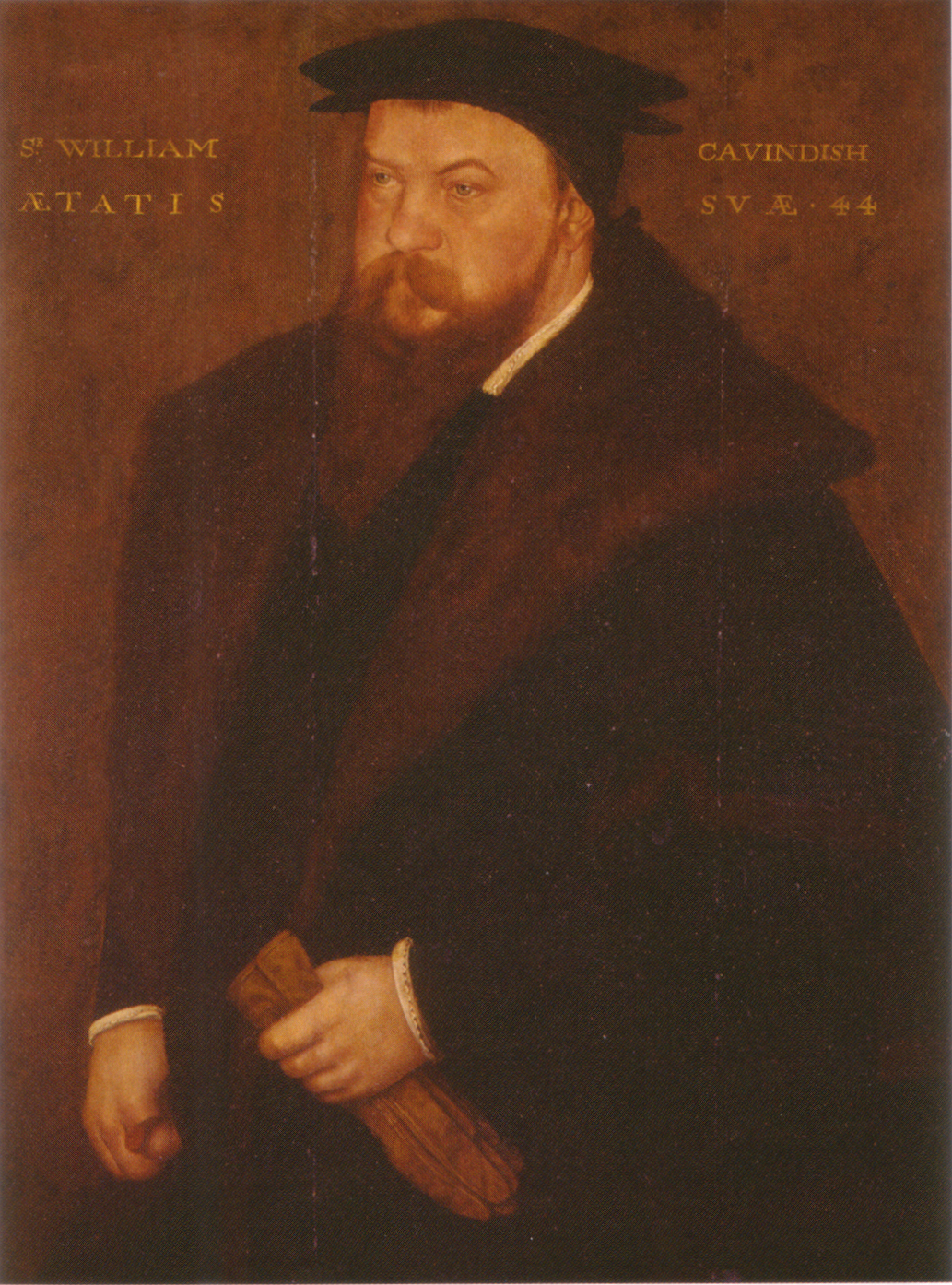
Sir William Cavendish (1505–1557), zakladatel vzestupu rodu

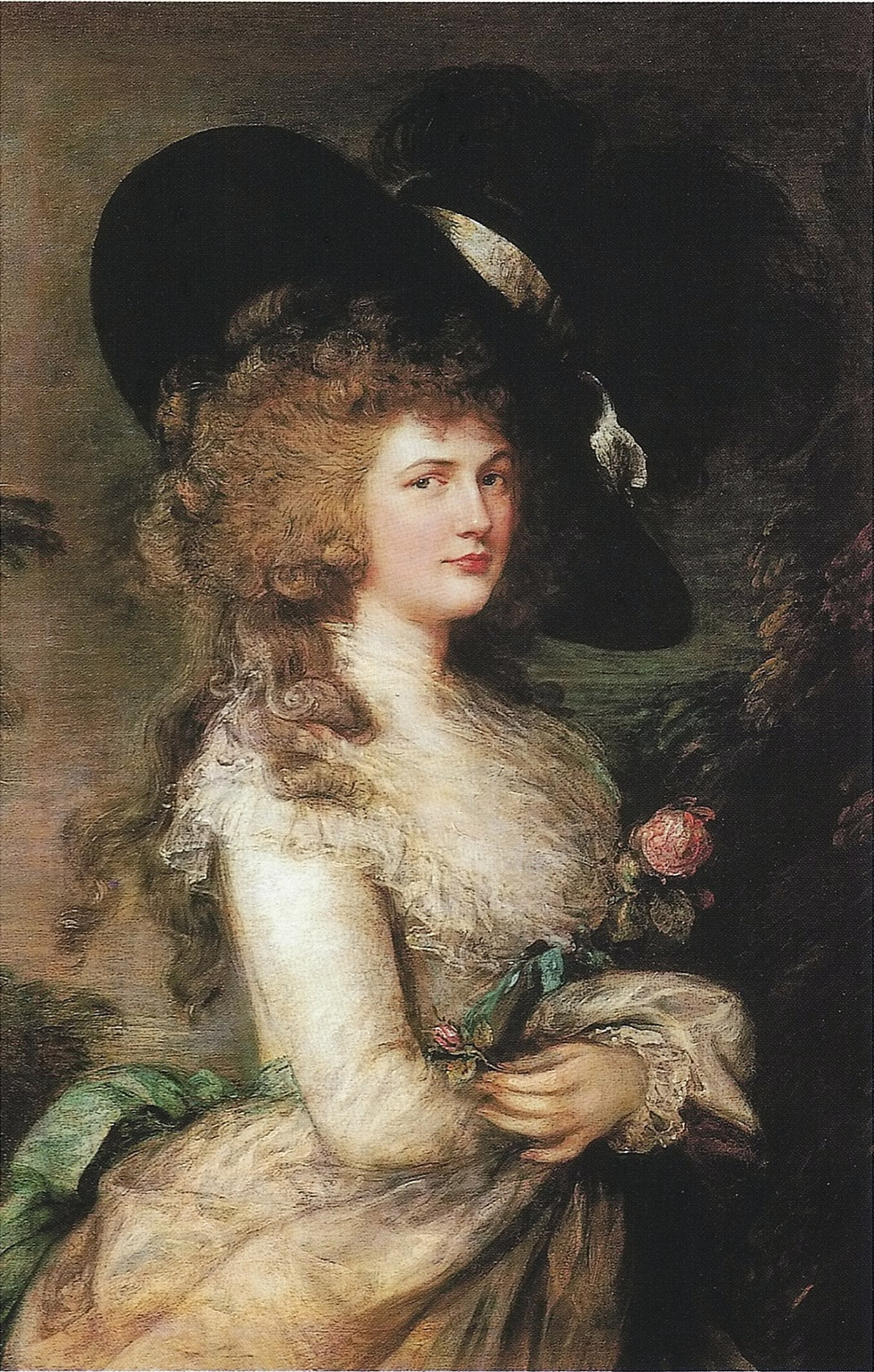
Georgiana Cavendish, vévodkyně z Devonshire (1757–1806)

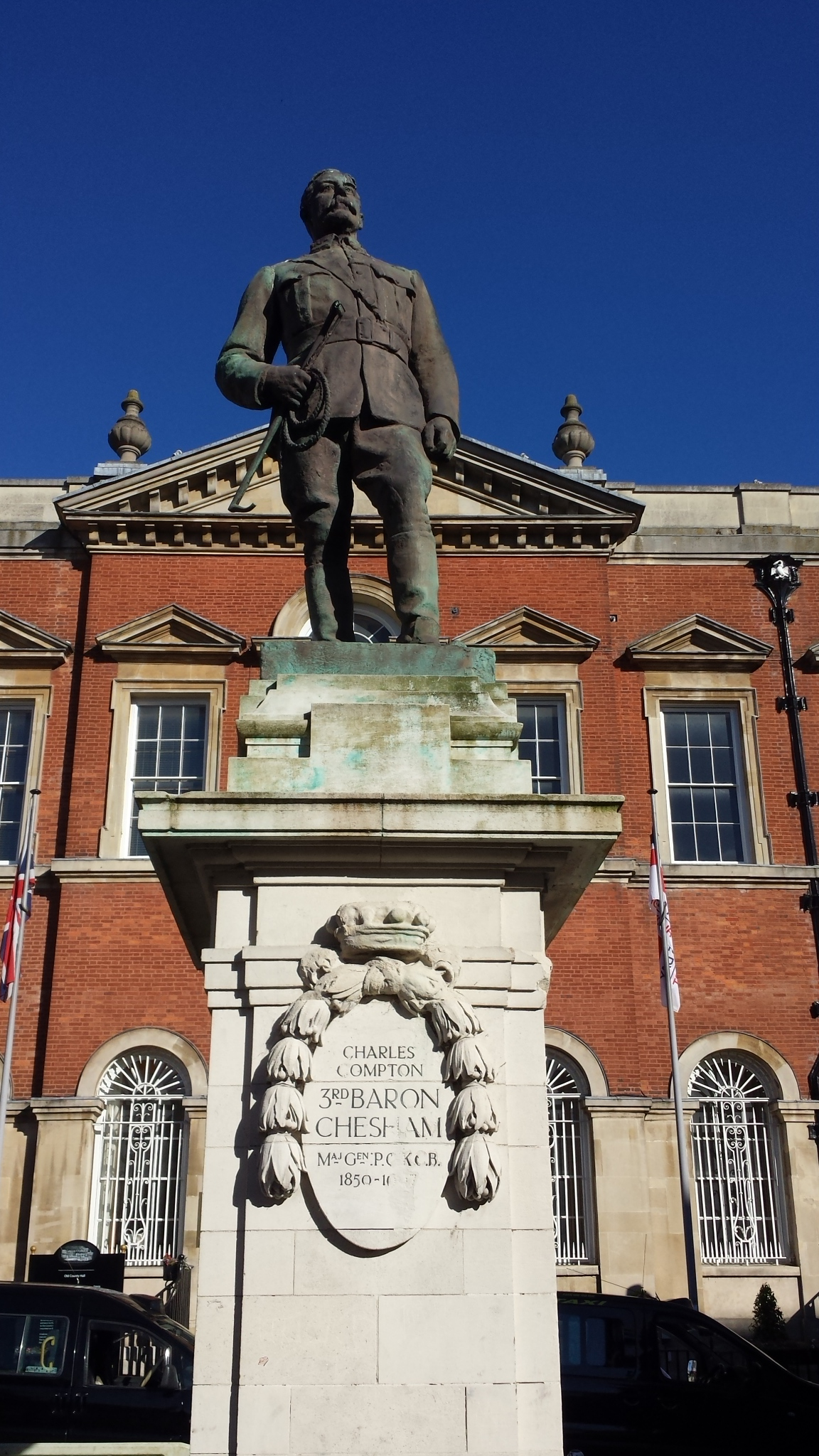
Socha Charlese Comptona, 3. barona Cheshama (1850–1907), v Aylesbury

- Sir John Cavendish (1346–1381), nejvyšší sudí

- Sir William Cavendish (1505–1557), pokladník královské komory

- William Cavendish, 1. hrabě z Devonshire (1552–1626), místodržitel v Derby, 1618 hrabě z Devonshire

- Thomas Cavendish (1560–1592), cestovatel

- William Cavendish, 1. vévoda z Newcastle (1592-1676), dvořan, vychovatel Karla II., 1664 vévoda z Newcastle

- Sir Charles Cavendish (1595–1664), člen Dolní sněmovny, generál

- Henry Cavendish, 2. vévoda z Newcastle (1630–1691), dvořan

- William Cavendish, 1. vévoda z Devonshiru (1640–1707), nejvyšší hofmistr, 1694 vévoda z Devonshire

- William Cavendish, 2. vévoda z Devonshiru (1673–1729), nejvyšší hofmistr, prezident Tajné rady

- Philip Cavendish (1680–1743), nemanželský syn 1. vévody z Devonshire, admirál, člen Dolní sněmovny

- William Cavendish, 3. vévoda z Devonshiru (1698–1755), nejvyšší hofmistr, místokrál v Irsku

- Lord Charles Cavendish (1704–1783), dvořan, člen Dolní sněmovny, vědec

- Sir Henry Cavendish (1707–1776), člen Dolní sněmovny, člen irské Tajné rady

- William Cavendish, 4. vévoda z Devonshire (1720–1764), britský premiér 1756–1757, místokrál v Irsku, nejvyšší komoří

- Lord George Augustus Cavendish (1726–1794), dvořan, člen Dolní sněmovny

- Lord Frederick Cavendish (1729–1803), polní maršál, člen Dolní sněmovny

- Henry Cavendish (1731–1810), vědec, objevitel vodíku

- Lord John Cavendish (1732–1796), člen Dolní sněmovny, ministr financí

- Sir Henry Cavendish (1732–1804), člen Dolní sněmovny, člen irské Tajné rady

- William Cavendish, 5. vévoda z Devonshiru (1748–1811), nejvyšší hofmistr, kancléř pokladu v Irsku

- George Augustus Cavendish, 1. hrabě z Burlingtonu (1754–1834), člen Dolní sněmovny, 1831 hrabě z Burlingtonu

- Henry Cavendish (1789–1873), generál, dvořan

- William Cavendish, 6. vévoda z Devonshiru (1790–1858), diplomat, nejvyšší komoří

- Charles Cavendish, 1. baron Chesham (1793–1863), člen Dolní sněmovny, 1858 baron Chesham

- Henry Manners Cavendish, 3. baron Waterpark (1793–1863), člen Dolní sněmovny, dvořan

- William Cavendish, 7. vévoda z Devonshiru (1808–1891)

- William Cavendish, 2. baron Chesham (1815-1882), člen Dolní sněmovny, prezident Královské zemědělské společnosti

- Spencer Cavendish, 8. vévoda z Devonshiru (1833-1908), ministr války, ministr pro Indii, prezident Tajné rady

- Lord Frederick Charles Cavendish (1836-1882), ministr pro Irsko, zavražděn v Dublinu

- Lord Edward Cavendish (1838–1891), důstojník, člen Dolní sněmovny

- Charles Cavendish, 3. baron Chesham (1850–1907), nejvyšší lovčí

- Victor Cavendish, 9. vévoda z Devonshiru (1868–1938), generální guvernér v Kanadě, ministr kolonií

- Evelyn Cavendishová, vévodkyně z Devonshire (1870–1960), nejvyšší hofmistryně královny Mary

- Edward Cavendish, 10. vévoda z Devonshiru (1895–1950), konzervativní politik

- John Cavendish, 5. baron Chesham (1916–1989), konzervativní politik, dvořan

- Andrew Cavendish, 11. vévoda z Devonshire (1920–2004), konzervativní politik, ministr pro záležitosti Commonwealthu